# NGC 1871
NGC 1871 (còn được gọi là ESO 56-SC85) là một cụm sao mở liên kết với một tinh vân phát xạ nằm trong chòm sao Dorado trong Đám mây Magellan Lớn. Nó được James Dunlop phát hiện vào ngày 5 tháng 11 năm 1826. Độ lớn biểu kiến của nó là 10,21 và kích thước của nó là 2,0 phút cung.
NGC 1871 là một phần của hiệp hội ba với NGC 1869 và NGC 1873.